# Михайловка (Бижбулякский район)
Михайловка (баш. Михайловка) — село в Бижбулякском районе Башкортостана, центр Михайловского сельсовета. Согласно переписи 2020 года население составляло 984 человека.

## История
В 2006 году объединено с селом Новомихайловский с сохранением статуса села и наименования Михайловка (Закон Республики Башкортостан от 21 июня 2006 года № 329-З «О внесении изменений в административно-территориальное устройство Республики Башкортостан в связи с образованием, объединением, упразднением и изменением статуса населённых пунктов, переносом административных центров», ст. 4).

## Население
| 2002 | 2009  | 2010  |
| ---- | ----- | ----- |
| 544  | ↗1314 | ↘1172 |

Согласно переписи 2002 года, преобладающая национальность — чуваши (74 %).

## Известные уроженцы
- Птицына, Анастасия Евстафьевна (1915—1994) — телятница совхоза «Демский» Бижбулякского района БАССР, Герой Социалистического труда.

## Географическое положение
Расстояние до:
- районного центра (Бижбуляк): 32 км,
- ближайшей ж/д станции (Аксаково): 16 км.

## Религия
В селе есть православный Вонифатиевский храм.